# Артур, принц Уэльский
Артур, принц Уэльский (англ. Arthur, Prince of Wales; 20 сентября 1486, Уинчестер — 2 апреля 1502[…], Ладлоу, Шропшир) — старший сын короля Генриха VII Тюдора и Елизаветы Йоркской, наследник трона Англии. При рождении он получил титул герцога Корнуолльского, в 1489 году был провозглашён принцем Уэльским и графом Честером. Эти титулы традиционно предназначались наследнику правящего монарха.
Поиски невесты и переговоры о браке Артура начались вскоре после его появления на свет, и уже в двухлетнем возрасте он был помолвлен с Екатериной Арагонской, на которой женился в 1501 году. Но через полгода после свадьбы Артур внезапно скончался, так и не взойдя на престол. После смерти Генриха VII в 1509 году королём стал его второй сын, Генрих VIII Тюдор. В том же году Генрих VIII взял в жёны вдову Артура. Из всех детей, рождённых Екатериной, выжила лишь одна дочь, принцесса Мария. Отсутствие сыновей стало для Генриха поводом поставить под сомнение законность своего брака вследствие того, что Екатерина прежде была замужем за его братом. Последующее разбирательство привело не только к аннулированию королевского брака, но и к масштабным религиозным реформам в Англии.

## Биография

### Ранние годы
Родителями Артура были Генрих VII, первый монарх из династии Тюдоров, отвоевавший корону в битве при Босворте в 1485 году, и Елизавета Йоркская, дочь Эдуарда IV, короля из династии Йорков. Генрих претендовал на трон Англии как преемник прав Ланкастеров, давних соперников Йорков. Его свадьба с Елизаветой, состоявшаяся в начале января 1486 года, носила некий символический характер, направленный на примирение после Войны Роз, и ознаменовала воссоединение некогда враждовавших домов Йорков и Ланкастеров. Елизавета зачала довольно скоро после свадьбы, и, как отмечал придворный поэт и летописец Бернар Андре, торжества, начавшиеся после известия о её беременности, были ещё пышнее, чем свадебные. Уже в начале сентября весь королевский двор перебрался в Уинчестер, столицу древнего королевства Уэссекс, где, как считалось, был некогда расположен легендарный Камелот. Именно там по настоянию Генриха VII и должно было состояться рождение его наследника, сулившее Англии «золотой век». Имя Артур было выбрано намеренно, дабы подчеркнуть ассоциативную связь наследника престола с бриттским королём-героем Артуром и подтвердить легитимность новой династии.
Королева Елизавета уединилась для родов в монастыре Святого Свитуна при Уинчестерском соборе, где Артур и появился на свет 20 сентября 1486 года. Как записала в своём часослове его бабушка, Маргарет Бофорт, он родился «час спустя после полуночи», на месяц раньше срока, однако вполне здоровый. В тот же день он был провозглашён герцогом Корнуолльским. В соборе пропели Te Deum, на улицах разожгли праздничные костры, а вести о рождении принца были разосланы по всему королевству.
Крестины Артура стали первыми из череды роскошных и зрелищных действ, с помощью которых Генрих VII отмечал каждое достижение и усиление династии Тюдоров. Они были тщательно распланированы, воплощены и запротоколированы. По традиции король и королева не присутствовали на самой церемонии. Крёстными родителями принца были выбраны Джон де Вер, 13-й граф Оксфорд, один из самых ярых сторонников Ланкастеров, и вдовствующая королева Елизавета Вудвилл, самая политически значимая фигура среди уцелевших представителей дома Йорков. Подразумевалось, что их альянс в качестве восприемников Артура также станет символом единения алой и белой роз. Из-за того, что будущий крёстный отец принца на момент его рождения находился в Лавенеме, больше чем в ста милях от Уинчестера, крестины перенесли на 24 сентября. В назначенный день все собрались в Уинчестерском соборе для обряда крещения, который проводил епископ Вустерский Джон Элкок, однако граф Оксфорд не успел приехать вовремя, и по приказу короля его заменил Томас Стэнли, 1-й граф Дерби. Прибыв более чем на три часа позже, Оксфорд как раз подоспел к церемонии конфирмации принца. Ещё одним восприемником Артура стал Томас Фицалан, лорд Малтраверс, а принцесса Сесилия Йоркская с принцем на руках прошествовала в сопровождении пышной процессии к купели и по окончании церемонии отнесла его к матери. Празднества в честь наследника продолжались ещё в течение трёх дней после крестин.
Первой резиденцией для Артура был выбран замок в Фарнеме, графство Суррей, куда 26 октября король и королева привезли принца вместе с подготовленным для него штатом прислуги, который возглавила старшая гувернантка, леди Элизабет Дарси. Она служила в этой должности ещё при детях короля Эдуарда IV Йорка; помимо прочих слуг были наняты кормилица Кэтрин Гиббс, две помощницы, в чьи обязанности входило качать колыбель — Агнес Батлер и Эвелин Хоббс, и врач — для наблюдения за питанием кормилицы и ребёнка. На содержание принца и его хозяйства выделили тысячу марок. Впоследствии родители Артура время от времени навещали его в Фарнеме.
Приблизительно в 1489 году принц и его окружение переехали из Фарнема в окрестности Ашфорда, графство Кент. В том же году, в ноябре, Артуру пожаловали традиционные для наследника английского трона титулы графа Честера и принца Уэльского, тогда же свершилось и его посвящение в рыцари Бани. Торжества эти состоялись в Вестминстерском дворце и по времени совпали с празднованиями по случаю рождения и крестин сестры Артура, принцессы Маргариты. 8 мая 1491 года он был произведён в кавалеры ордена Подвязки.

### Воспитание и образование
К февралю 1493 года принца отправили в замок Ладлоу на границе с Уэльсом, где для него был организован собственный двор. Он был единственным из детей Генриха и Елизаветы, росшим вдали от братьев и сестёр, которые жили вместе с матерью в Элтемском дворце, хотя его неоднократно привозили к королевскому двору. В Ладлоу началась его подготовка к будущему управлению государством. Артур был номинально назначен председателем Совета Уэльса и марки, фактически же эти функции исполнял его двоюродный дед, Джаспер Тюдор. Среди остальных членов Совета были Энтони Уиллоуби, Роберт Рэтклифф, Морис Сент-Джон из Блетсо (племянник Маргарет Бофорт) и сын влиятельного валлийского землевладельца Грифид ап Рис, впоследствии ставший лучшим другом Артура. Камергером принца был назначен сэр Ричард Поул.
Как старший сын короля и наследник, Артур получил образование, достойное принца эпохи Возрождения. Программа воспитания, как интеллектуального, так и физического, была во многом скопирована с той, что подготовил для своего сына король Эдуард IV, за тем исключением, что для Артура не был назначен воспитатель-опекун, роль которого при принце Эдуарде играл его дядя, Энтони Вудвилл. По мере взросления принца сменялись и его учителя. Первым его наставником, примерно с 1490-91 годов, стал Джон Рид, бывший директор Уинчестерского колледжа. В 1496 году его сменил Бернар Андре, и к пятнадцати годам под его руководством Артур ознакомился с огромным количеством трудов по грамматике, истории, ораторскому искусству и поэзии таких древнегреческих и древнеримских авторов, как Гомер, Вергилий, Овидий, Цицерон, Фукидид и многих других. По мнению Андре достижения принца в области гуманитарных наук были весьма выдающимися. Французскому языку он учился у фламандца Жиля Дюса. Более всего принц преуспел в изучении латыни, впоследствии поразив своими знаниями миланского посланника, о чём тот восторженно упоминал в донесении. С 1501 года его учителем стал Томас Линакр, английский врач и гуманист.
Другие занятия принца включали уроки музыки, верховой езды и военного дела. Физически Артур развивался столь же превосходно, как и в интеллектуальном плане. Преждевременное рождение принца для многих исследователей стало поводом предполагать, что он был слабым и болезненным. Однако свидетельства современников не подтверждают эту гипотезу. Испанские посланники, видевшие двухлетнего Артура в 1488 году, нашли его восхитительным ребёнком. Миланский посол, встретивший его в 1497 году в Вудстоке, отмечал, что принц красив и грациозен и в свои одиннадцать лет ростом выше любого из сверстников. Позднее маркиз Дорсет вспоминал, что Артур был здоровым и отлично развитым юношей. Он был высокого роста, худощавого телосложения и внешне походил на отца и бабушку, леди Маргарет Бофорт. Сдержанным, вдумчивым и наблюдательным характером он также напоминал Генриха VII.

### Помолвка
Одной из самых распространённых форм заключения альянса между средневековыми европейскими державами был брак. Уже вскоре после рождения Артура начались переговоры относительно его помолвки с инфантой Каталиной, младшим ребёнком Фердинанда Арагонского и Изабеллы Кастильской. Испания пользовалась неоспоримым влиянием в Европе, и породниться с семьёй Их Католических Величеств было большой честью. Кроме того, брак Артура с дочерью испанского короля не только способствовал подъёму престижа Англии среди европейских государств, но и подкреплял династические амбиции Тюдоров.
Несмотря на убедительную победу в битве при Босворте и окончание Войны Роз, Генрих VII обладал весьма шаткими правами на английский трон, и в течение длительного периода ему пришлось вести борьбу с другими претендентами на корону. Но уже через год после восшествия на престол у него был сын-наследник, и Фердинанду показалась заманчивой перспектива союза с Англией и возможность совместного участия в военной кампании против Франции. В 1488 году он сделал первый шаг, отправив к Генриху своих уполномоченных. В следующем году уже английское посольство отправилось в Испанию, чтобы достичь соглашения о союзничестве и помолвке. Брачный контракт содержал ряд взаимообязывающих и взаимовыгодных финансовых договорённостей. Родители Каталины давали за ней приданое в размере двухсот тысяч крон (около сорока тысяч фунтов), которое полагалось выплатить в два этапа, Генрих в свою очередь обязался выделить Каталине во владение треть земель, принадлежавших принцу Уэльскому, в случае его смерти становившихся её вдовьей долей. Обговорив все детали, стороны ратифицировали договор, который был подписан 27 марта 1489 года в городе Медина-дель-Кампо. Его основными пунктами были брачный контракт, единая внешняя политика в отношении Франции и снижение тарифов на торговлю между Англией и Испанией.
Хотя первичное соглашение о помолвке было успешно достигнуто, решение не было окончательным. Англичане настаивали на немедленном переезде инфанты, и от папы римского даже запросили диспенсацию на брак, чтобы при необходимости их можно было обвенчать до того, как Артуру исполнится четырнадцать лет. Однако Фердинанд и Изабелла не спешили отправлять свою дочь в государство, правитель которого мог быть свергнут в любой момент: в 1490 году объявился претендент на трон, назвавшийся Ричардом Йоркским, сыном Эдуарда IV, и завоевавший внушительную поддержку и в Англии, и за её пределами. Кроме того, запланированное совместное вторжение Генриха и Фердинанда в Бретань в 1492 году не состоялось (Генрих провёл кампанию в одиночку, заключив с французами мир в Этапле), и теперь помолвка Артура и Каталины была под угрозой срыва.
К середине 1490-х годов Фердинанд вознамерился вступить в масштабные военные действия против Франции, и англо-испанский альянс вновь обрёл актуальность. В 1495 году в Англию отправился посланник Фердинанда, доктор Родриго де Пуэбла, и к октябрю 1496 года договор, ранее заключённый в Медина-дель-Кампо, был восстановлен. В августе 1497 года в Вудстоке, графство Оксфордшир, прошла церемония заочного обручения, а 19 мая 1499 года в Бьюдли отпраздновали свадьбу по доверенности. Было решено, что инфанта отправится в Англию в 1500 году, когда Артур достигнет четырнадцатилетнего возраста и будет в состоянии исполнить супружеские обязанности. До этого времени пара обменивалась посланиями на латыни. В письмах принц говорил «дражайшей супруге» о своей «пылкой любви» и просил «поторопиться с прибытием».
Но Изабелла откладывала отъезд дочери, ссылаясь на различные доводы для отсрочки и опасаясь за её безопасность в чужой стране. Однако к 1500 году обстановка в Англии стабилизировалась. В конце 1499 года были казнены те, кто представлял наибольшую угрозу для Генриха в борьбе за престол: последний представитель династии Йорков по мужской линии, Эдуард Плантагенет, 17-й граф Уорик, и самозванец Перкин Уорбек, выдававший себя за Ричарда Йоркского. Оба отбывали заключение в Тауэре, были уличены в заговоре с целью побега и приговорены к смерти. Оставшиеся кандидаты не были столь значимы, королевство богатело, а статус Генриха в Европе значительно повысился. Испанский посол де Пуэбла сообщал в своём донесении, что теперь в Англии «не осталось ни капли сомнительной королевской крови; к истинной королевской крови принадлежали король, королева и, превыше всех, принц Уэльский». У Изабеллы более не было причин для беспокойства, и в начале октября 1501 года испанская инфанта прибыла в Англию.

### Свадьба

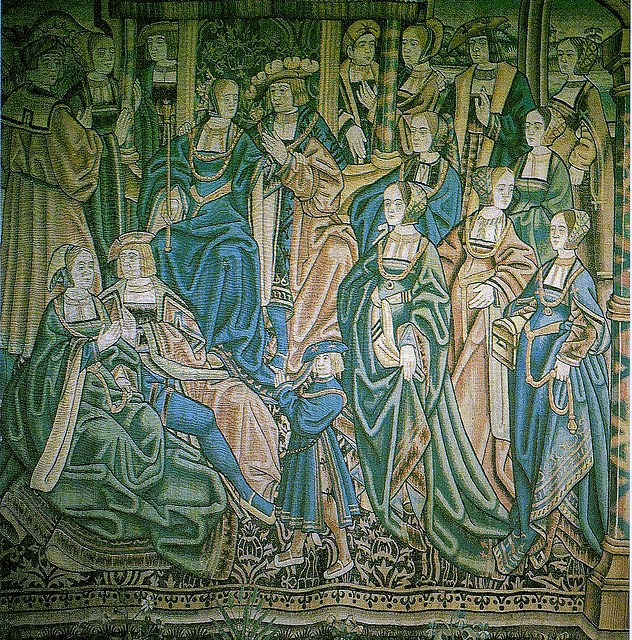
Фламандский гобелен с изображением свадьбы Артура, принца Уэльского и инфанты Каталины Арагонской, начало XVI века

Торжественный приём инфанты был запланирован в Ричмондском дворце, но 4 ноября король Генрих принял спонтанное решение во что бы то ни стало увидеть невесту своего сына. Он выехал из Лондона, дождался в Истхэмпстеде Артура, державшего путь из Уэльса, и вдвоём они отправились в Догмерсфилд, графство Хэмпшир, к месту следования кортежа инфанты. Однако её испанские советники и дуэнья попытались воспрепятствовать их встрече, так как это было нарушением этикета (никто, включая жениха, не мог видеть лица невесты до того момента, как они станут мужем и женой). Генрих отмёл все возражения, заявив, что инфанта отныне его подданная и ей следует подчиняться законам его королевства, и был допущен в её покои. Король и принц поприветствовали будущую родственницу и наутро отправились в Лондон.
Подготовка к свадьбе началась ещё в 1499 году, когда подразумевалось, что инфанта вскоре отправится в Англию. Генрих назначил особую комиссию, состоявшую из членов королевского совета и служащих при дворе, в чьи обязанности входило спланировать и организовать предстоявшее мероприятие, и предварительно обсудил с ними все мельчайшие детали. Отправной точкой для них стала Королевская книга, сборник, включавший описание подобных церемоний в прошлом. Местом проведения венчания был определён собор Святого Павла, где могли поместиться все желающие лицезреть свадьбу, ставшую воплощением самых смелых амбиций Генриха VII.
Спустя десять дней после первой встречи, 14 ноября, в Лондоне в соборе Святого Павла жених и невеста, облачённые в белое, прошли к алтарю по помосту, специально возведённому так, чтобы их было видно всем присутствующим. Обряд венчания провёл архиепископ Кентерберийский Генри Дин, ассистировал ему епископ Лондонский Уильям Уорэм. По завершении обряда свадебная процессия направилась в замок Бэйнард, где состоялся праздничный пир. Инфанта Каталина, ставшая в замужестве Екатериной, принцессой Уэльской, считалась теперь второй дамой при дворе, вслед за королевой Елизаветой Йоркской. Брачную ночь молодожёны провели в Епископском дворце, где в сопровождении свиты из дворян и духовенства их проводили к подготовленному в соответствии с предписаниями Королевской книги ложу. Епископ окропил постель святой водой и прочёл молитву, благословляя их брак, а затем принца и принцессу оставили одних.
Запланированные на последующие двенадцать дней свадебные торжества продолжились с 16 ноября и закончились 29 ноября с отъездом испанских посланников. С собой они увезли и несколько писем для Фердинанда и Изабеллы от короля, королевы и принца. В своём послании Артур написал, что «за всю жизнь не изведал большего счастья, чем когда увидел прелестное лицо своей невесты», и заверял, что будет Екатерине «верным и любящим мужем во все дни своей жизни».

### Совместная жизнь
В конце ноября 1501 года королевский двор переехал в Виндзорский замок, а Артуру надлежало вернуться в Ладлоу, где он должен был приступить к административным обязанностям королевского наместника и главы Совета Уэльса и марки. Теперь предстояло решить, необходимо ли Екатерине ехать вместе с ним, и стоит ли им вообще начинать совместное проживание или же следует повременить.
Изначально, когда ожидали, что Екатерина прибудет в Англию в 1500 году, планировалось, что свадьба состоится к тому времени, когда Артуру исполнится четырнадцать, то есть в сентябре 1500 года. Тогда он будет уже достаточно взрослым для совершения супружеских обязанностей; однако по мнению его отца тогда ему ещё было бы слишком рано начинать полноценную супружескую жизнь. Летом 1500 года Генрих VII неоднократно говорил де Пуэбле, что «в течение первого года брака намеревается держать принца и принцессу Уэльских поближе к себе и ко двору». Но приезд Екатерины был отложен больше чем на год, и на момент их свадьбы в ноябре 1501 года Артуру было уже пятнадцать лет, а Екатерине — почти шестнадцать. Они достигли именно того возраста, когда считались уже вполне зрелыми, чтобы позволить им жить вместе. Но король, памятуя о «нежном возрасте сына», всё же посчитал за лучшее держать их порознь. На том же настаивали и дуэнья Екатерины, Эльвира Мануэль, и испанский посланник Педро де Айяла, тогда как Родриго де Пуэбла выступал за то, чтобы Артур и Екатерина жили вместе и как можно скорее зачали ребёнка, упрочив тем самым англо-испанский альянс.
В середине декабря вопрос о совместном проживании юной четы был снова открыт. Артур возвращался в Ладлоу, и Генрих пытался добиться от Екатерины ответа, хотела ли она ехать с мужем. Та отвечала, что «поступит так, как будет угодно ему». Её капеллан, Алессандро Джеральдини, при поддержке де Пуэблы добившись аудиенции у Генриха VII, упрашивал его ни при каких условиях не разлучать их, иначе родители принцессы были бы недовольны, а сама Екатерина — «в отчаянии».
В конце концов, король переменил своё первоначальное решение о раздельном проживании, и 21 декабря Артур и Екатерина вместе отбыли в Ладлоу, по дороге остановившись в Вудстоке, графство Оксфордшир, и отпраздновав там Рождество 1501 года. В Ладлоу Артур продолжил занятия с Томасом Линакром, а также вновь вернулся к своим государственным обязанностям, участвуя в заседаниях Совета Уэльса и в вынесении вердиктов после рассмотрения различных судебных тяжб. О взаимоотношениях Артура и Екатерины за период брака известно немногое. Согласно донесениям испанских посланников, они испытывали друг к другу приязнь. Между собой они скорее всего общались на латыни (оба свободно владели этим языком) и, вероятно, на французском.

### Смерть Артура

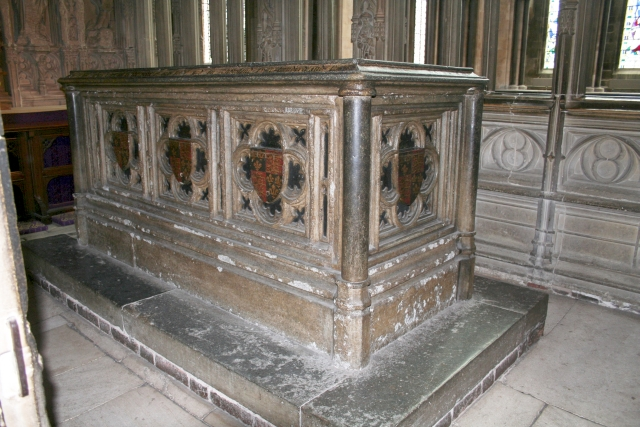
Гробница принца Артура в Вустерском соборе

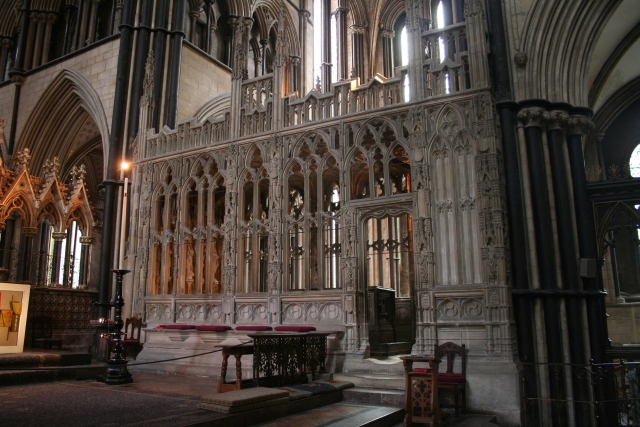
Часовня, возведённая над гробницей принца

На Пасху, 27 марта 1502 года, Артур тяжело заболел и через неделю, 2 апреля, скончался. Упадок сил у принца наблюдался ещё с Жирного вторника (8 февраля 1502 года), как полагали его прислужники, причиной тому было чрезмерное рвение при исполнении супружеских обязанностей. Его камердинер Уильям Томас позднее сообщал, что неоднократно провожал принца в опочивальню Екатерины, где тот оставался на всю ночь; Морис Сент Джон считал, что «Артур начал угасать… из-за того, что возлежал с леди Екатериной».
Тем не менее он был достаточно здоров для участия в церемонии омовения ног пятнадцати беднякам, состоявшейся 24 марта в Великий четверг, но вскоре состояние его резко ухудшилось, и последовала смерть. Среди возможных причин его смерти указываются потница, которую современные исследования связывают с хантавирусной инфекцией, инфлюэнца, диабет, астма, чума, пневмония, туберкулёз и тестикулярный рак. Екатерина по неизвестной причине также была нездорова, однако вскоре оправилась.
Сэр Ричард Поул, камергер Артура, немедленно отправил вести о смерти принца в Гринвич, где в то время находился королевский двор, и 4 апреля исповедник Генриха VII сообщил ему о случившемся. Король был подавлен известием и немедленно вызвал к себе королеву, принявшуюся утешать его, напоминая «о нашем прекрасном принце и двух принцессах», которые смогут продолжить династическую линию, и о том, что оба они «ещё достаточно молоды», чтобы иметь и других детей.
Организация похорон была поручена Томасу Говарду, графу Суррею. Забальзамированное тело принца было выставлено для прощания в его покоях в течение трёх недель. В день святого Георгия, 23 апреля, в приходской церкви Ладлоу и в Бьюдли была отслужена заупокойная месса, а затем останки принца Уэльского были погребены в Вустерском соборе, где его гробница находится и поныне. Позже над нею была возведена часовня, украшенная соединёнными геральдическими щитами и эмблемами Артура и Екатерины. В годы правления Эдуарда VI часовня подверглась разорению, как и многие другие объекты церковной собственности.
Главными скорбящими на похоронах выступили Томас Говард и Грифид ап Рис. В соответствии с правилами этикета членам королевской семьи запрещалось видеть всё, что связано со смертью, и король с королевой не присутствовали на церемонии погребения, так же как и юная вдова, которую со всеми предосторожностями перевезли из Ладлоу в Лондон. Необходимо было убедиться, не ждала ли Екатерина ребёнка от Артура, что и могло быть причиной её недавнего недомогания. Однако скоро стало ясно, что она не беременна, и теперь престолонаследником стал принц Генрих, младший сын английского короля.

### Последствия
Для Тюдоров смерть наследного принца имела ощутимые последствия: положение династии стало уязвимым, следующему в очереди наследнику было всего десять лет, а кроме того, существовала угроза со стороны Эдмунда де ла Поля, ещё одного претендента на трон из дома Йорков. Однако для Фердинанда и Изабеллы возможная потеря связей с Англией имела не менее важное значение: им по-прежнему необходим был союзник в противостоянии с Францией. Выразив подобающие соболезнования по поводу смерти Артура, они немедленно отправили нового посланника, герцога Эрнана д’Эстраду, для ведения переговоров относительно будущего Екатерины. На сей раз её предлагали в невесты младшему сыну короля, принцу Генриху. В ходе прений о приданом и определении вдовьей доли и наследственных прав на треть доходов от Уэльса, Честера и Корнуолла, возник вопрос и о том, был ли консуммирован её первый брак.
Споры о том, были ли вообще между супругами интимные отношения, возникли почти сразу после смерти Артура. Единого мнения по этому вопросу нет ни среди современников той эпохи, ни среди историков. По словам герольда, написавшего отчёт о свадебных торжествах, Артур и Екатерина «должным образом осуществили свои супружеские отношения». Капеллан Екатерины, Алессандро Джеральдини, также настаивал, что брак был довершён. Её дуэнья, донья Эльвира Мануэль, категорически отрицала все домыслы на этот предмет и поклялась, что принцесса по-прежнему непорочна, как и в момент появления на свет. Она отправила возмущённое письмо Изабелле, и вскоре Джеральдини был отозван из Англии.
Так как по каноническому праву Генрих и Екатерина состояли в первой степени родства, одним из условий при подписании нового брачного договора от 23 июня 1503 года было получение папского разрешения на этот альянс, за которым стороны обратились в Рим. Папа Юлий II ответил согласием и осенью 1504 года выписал бреве, отправив его Изабелле. Первоначальная его версия содержала пункт, по которому брак Артура и Екатерины признавался довершённым. Изабелла опротестовала этот документ, и, пойдя на уступки, папа изменил формулировку, которая теперь гласила, что Екатерина «заключила брак с Артуром, принцем Уэльским, и, возможно, их союз был осуществлён».
Много лет спустя обстоятельства первого замужества Екатерины послужили одной из причин для расторжения брака между ней и Генрихом. На бракоразводном процессе, вошедшем в историю под названием Великое дело короля, она заявила, что, выходя замуж во второй раз, была «истинной девой, не тронутой мужчиной». Сэр Энтони Уиллоуби, личный слуга Артура, утверждал, что после брачной ночи Артур похвалялся, что «побывал в Испании» и «быть с женой довольно приятный досуг». Свидетелями сего, по словам Уиллоуби, были несколько человек, и, по крайней мере, один из них позже подтвердил это. Во время судебных слушаний сама Екатерина утверждала, что они с Артуром так и не стали супругами в полной мере. Тем не менее в 1533 году брак Екатерины Арагонской и Генриха VIII был аннулирован.

## В культуре
Принц Артур является персонажем нескольких исторических романов, сюжет которых сконцентрирован на недолгом браке с Екатериной Арагонской и его последствиях. Среди них произведения таких авторов, как Нора Лофтс (The King’s Pleasure: A Novel of Katharine of Aragon), Джин Плейди (Katharine, the Virgin Widow), Филиппа Грегори («Вечная принцесса»; в романах «Первая роза Тюдоров, или Белая принцесса» и «Проклятие королей» эпизодически упоминается о детстве и юности Артура). В романе The Alteration английского писателя Кингсли Эмиса представлена альтернативная версия развития событий: в ходе войны за английское наследство Генрих Тюдор, пытаясь узурпировать трон своего племянника Стивена II, сына Артура и Екатерины, терпит поражение. Разрыва с Римом удаётся избежать, и Англия остаётся католической державой.
В телесериалах и художественных фильмах, иллюстрирующих жизненные перипетии представителей династии Тюдоров, персонаж Артура появляется нечасто и порой просто упоминается героями по ходу действия. В телесериале канала BBC «Шесть жён Генриха VIII» в одном из эпизодов его роль сыграл Мартин Рэтклифф. В исторической шестисерийной драме «Тень Тауэра» канала BBC Two в роли Артура — Джейсон Кемп. В мини-сериалах, снятых по мотивам романов Филиппы Грегори, роль Артура исполнили Билли Баррат («Белая принцесса», 2017) и Энгус Имри («Испанская принцесса», 2019 год).

## Комментарии
1. ↑  По приказу Генриха VII Тюдора для подтверждения его королевского происхождения и обоснования прав на английский престол, придворные историки проследили путь его родословной до королей древнего Уэльса, в частности до Кадваладра, самого почитаемого из них. Король Артур также мог считаться одним из далёких предков Тюдоров, а поскольку сын Генриха появился на свет в Уинчестере, он был наречён в его честь[12].
2. ↑  Артур родился через восемь месяцев после свадьбы родителей, состоявшейся 18 января 1486 года. Как предполагает Дэвид Старки, преждевременные роды у Елизаветы Йоркской возможно могли быть вызваны тяжёлым путешествием в Уинчестер по плохим дорогам или же осложнениями, сопряжёнными с первой беременностью[14]. Алисон Уир допускает, что поскольку уже с декабря 1485 года Елизавету почитали как королеву, вероятно, они с Генрихом могли начать интимные отношения ещё до свадьбы[41].
3. ↑  Алессандро Джеральдини (1455—1524) — итальянский гуманист, воспитатель королевских детей при дворе Изабеллы и Фердинанда; прибыл в Англию в 1501 году в составе свиты инфанты Каталины в качестве её духовника. Позднее был отослан обратно в Испанию.
4. ↑  Помимо родного испанского Екатерина не владела никаким другим языком, кроме латыни. Когда началась подготовка к отъезду в Англию в конце 1490-х годов, она начала изучать французский по настоянию Елизаветы Йоркской и Маргарет Бофорт[75]. За все годы помолвки, предшествовавшие свадьбе, не было сделано ни одной попытки обучить инфанту английскому языку, несмотря на существовавшую договорённость о брачном союзе[76].
5. ↑  По условиям брачного контракта выплата вдовьей доли была взаимообязывающим пунктом и подкреплялась выплатой приданого[90].